# Teología eucarística

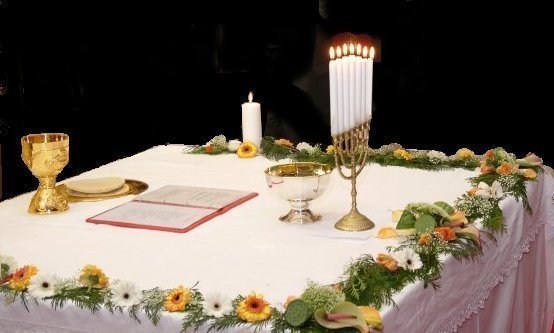
Muestra de la preparación para la celebración de la Eucaristía

La teología eucarística es una rama de la teología cristiana que trata las doctrinas relativas a la Sagrada Eucaristía, también conocida comúnmente como Cena del Señor. Existe exclusivamente en el cristianismo y religiones afines, ya que en otras no suele haber ceremonia eucarística.
En los relatos  evangélicos del ministerio terrenal de Jesús, una multitud de oyentes le interpela en relación con la lluvia de maná antes de que pronuncie el famoso Discurso del Pan de Vida (Juan 6:22-59), y se describe a sí mismo como el "Verdadero Pan del Cielo". El mencionado Discurso del Pan de Vida ocurre en el Evangelio de Juan, Juan 6:30-59. En él, Jesús promete dar su carne y su sangre, que, según afirma, dará la vida eterna a todos los que la reciban. En Juan 6:53 (RSV), Jesús dice: "En verdad, en verdad os digo que si no coméis la carne del Hijo del hombre y bebéis su sangre, no tendréis vida en vosotros"; en los versículos 54-55, continúa: "El que come mi carne y bebe mi sangre tiene vida eterna, y yo lo resucitaré en el último día. Porque mi carne es verdadera comida y mi sangre es verdadera bebida".
Cada año, Judíos en Israel celebraban la comida de Pascua, recordando y celebrando su liberación del cautiverio en Egipto. En el Evangelio de Juan, Jesús celebra la Última Cena con sus Apóstoles durante la Pascua.
San Pablo, en su Primera Carta a los Corintios (1 Corintios 11:23-26), así como los Evangelios Sinópticos de Mateo (Mateo 26:26-28), Mark (Marcos 14: 22-24), y Lucas (Lucas 22:19-20), afirman que Jesús, en el transcurso de la Última Cena de la noche anterior a su muerte, instituyó la Eucaristía, afirmando: "Esto es mi cuerpo", y "Esto es mi sangre". Por ejemplo, Mateo relata: "Mientras comían, Jesús tomó pan, lo bendijo, lo partió y lo dio a sus discípulos, diciendo: Tomad, comed; esto es mi cuerpo; y tomando la copa, dio gracias y se la dio, diciendo: Bebed de ella todos; porque esto es mi sangre del nuevo testamento, que por muchos es derramada para remisión de los pecados."
El Evangelio de Juan, en cambio, no hace mención de ello. Una explicación que se ofrece es que el autor del Evangelio de Juan pretendía que el Evangelio complementara lo que otros evangelistas ya habían escrito.

## Visión general
Dado que  Jesús era una persona, la teología sobre la Eucaristía implica la consideración del modo en que el consumo de la Eucaristía contribuye a la relación personal del comulgante con Dios. Sin embargo, los debates sobre la teología eucarística en Occidente se han centrado en los aspectos metafísicos de la presencia de Jesús en este ritual.

### Presencia real

#### Transubstanciación
En la  teoría de la sustancia de la Eucaristía, las sustancias del pan y el vino se convierten en las sustancias del cuerpo, sangre, alma y divinidad de Jesús; sin embargo, también se cree que los accidentes (rasgos físicos, incluyendo propiedades químicas) del pan y el vino permanecen. Este punto de vista es enseñado por la Iglesia católica, incluso en sus ritos orientales.

#### Cambio definitivo
Los cristianos de la Ortodoxia bizantina generalmente prefieren no estar atados a los detalles de la doctrina definida de la transubstanciación, aunque están de acuerdo con la conclusión de la definición sobre la presencia real de Cristo en la Eucaristía. Los cristianos ortodoxos orientales utilizan el término "cambio" (en griego antiguo: μεταβολή), como en la epiclesis de la Divina Liturgia, para describir el cambio del pan y el vino en el cuerpo y la sangre reales de Jesús.  La terminología de la transubstanciación fue adoptada dentro de la Iglesia Ortodoxa Oriental por el Sínodo de Jerusalén (1672), aunque no se le reconoce la autoridad de un Concilio Ecuménico y ha sido criticada por una tendencia percibida hacia la Latinización.

#### Consubstantiation
La consubstanciación es la creencia de que "El pan conserva su sustancia y ... El cuerpo glorificado de Cristo desciende al pan a través de la consagración y se encuentra allí junto con la sustancia natural del pan, sin cantidad pero entero y completo en cada parte del pan sacramental." La consubstanciación era la posición de los lolardos. Se utiliza erróneamente para denotar la posición del la Iglesia luterana (véase más adelante), que en cambio afirman la doctrina de la unión sacramental. Algunos anglicanos se identifican con esta postura.

#### Unión sacramental
Desde el punto de vista de la unión sacramental, en el "uso" del sacramento, de acuerdo con las palabras de Jesús y por el poder de su palabra, el pan consagrado se une con su cuerpo y el vino consagrado con su sangre para que todos los comulgantes, creyentes o no, lo coman y lo beban. Esta es la posición de la Iglesia Luterana, haciéndose eco del punto de vista de "realidad objetiva, pero piadoso silencio sobre los tecnicismos", con su "piadoso silencio sobre los tecnicismos" en que objeta términos filosóficos como "consubstanciación".

#### Realidad objetiva, silencio sobre los tecnicismos
"Realidad objetiva, pero piadoso silencio sobre los tecnicismos" (o "misterio [o santo] divino") es el punto de vista de todas las antiguas Iglesias de Oriente, así como de muchos anglicanos (incluidos los de tendencia eclesiástica  anglocatólica) y metodistas. Aunque están de acuerdo en que en el sacramento el pan y el vino se transforman real y verdaderamente en el cuerpo y la sangre de Jesús, y aunque a veces han empleado la terminología de "sustancia" para explicar lo que se cambia, (Sínodo de Jerusalén); "la palabra «transubstanciación» no debe tomarse para definir la manera en que el pan y el vino se convierten en el Cuerpo y la Sangre del Señor; porque esto nadie puede entenderlo sino Dios; sino que sólo así se significa, que el pan verdadera, real y «sustancialmente» se convierte en el verdadero Cuerpo del Señor, y el vino en la Sangre misma del Señor". El Catecismo de la Iglesia Ortodoxa Oriental también utiliza el término transubstanciación}} suelen evitar este lenguaje, por considerarlo propio de la escolástica, por presentar la metafísica especulativa como doctrina, y por escudriñar excesivamente el modo en que se produce la transformación.

#### Presencia neumática
La "presencia espiritual real", también llamada "presencia pneumática", sostiene que no sólo el espíritu de Jesús, sino también el verdadero cuerpo y sangre de Jesús (de ahí "real"), son recibidos por el poder soberano, misterioso y milagroso del Espíritu Santo (de ahí "espiritual"), pero sólo por aquellos participantes que tienen fe. Este punto de vista se aproxima al del "silencio piadoso" en su falta de voluntad para especificar cómo el Espíritu Santo hace presente a Jesús, pero excluye positivamente no sólo el simbolismo, sino también la trans-substanciación y la con-substanciación. También se conoce como el punto de vista de la "presencia mística", y es sostenido por algunos Low Church Anglicanos reformados, así como otros Presbiterianos cristianos. Esta comprensión suele denominarse "recepcionismo". Algunos argumentan que este punto de vista puede verse como sugerido -aunque no claramente- por la "invocación" del Rito Anglicano tal como se encuentra en el Book of Common Prayer americano, 1928 y anteriores y en el Rito I del BCP americano de 1979, así como en otros formularios anglicanos:

Y te suplicamos humildemente, Padre misericordioso, que nos escuches y, por tu bondad todopoderosa, nos concedas bendecir y santificar, con tu Palabra y Espíritu Santo, estos dones y criaturas de pan y vino; para que, recibiéndolos según la santa institución de tu Hijo nuestro Salvador Jesucristo, en memoria de su muerte y pasión, podamos ser partícipes de su benditísimo cuerpo y sangre

.
El Rito I no ha cambiado con respecto al BCP de 1552 (Segundo Libro de Oraciones de Eduardo VI), salvo por la sintaxis y ortografía modernas:

Ayúdanos, Padre misericordioso, te imploramos, y te rogamos que nosotros, recibiendo estas criaturas tuyas de pan y vino, según la santa institución de tu Hijo nuestro Salvador Jesucristo, en recuerdo de su muerte y pasión, seamos partícipes de su benditísimo cuerpo y sangre:

.
El rito también difiere en la inclusión de algunas palabras adicionales del BCP de 1549 (First Prayer-Book of Edward VI):

y con tu santo espíritu y palabra, concede bendecir y santificar estos tus bienes

### Memorialismo
El punto de vista conocido como memorialismo es que el pan y el vino son simbólicos del cuerpo y la sangre de Jesús, y al participar de los elementos el creyente conmemora la expiación sacrificial de Jesús por todos; la presencia de Jesús en el sacramento está en las mentes y corazones fieles de los comulgantes no en ningún sentido físico. Este punto de vista, también conocido como "zwinglianismo" en honor a Huldrych Zwingli, es sostenida por la mayoría de los anabaptistas y Testigos de Jehová.

## Eficacia del rito
Las tradiciones eucarísticas orientales y occidentales coinciden en general con San Agustín de Hipona en enseñar que la eficacia de los sacramentos como medio de gracia divina no depende de la valía del sacerdote o ministro que los administra. Agustín desarrolló este concepto en su controversia con los donatistas. En el cristianismo tradicional, la eficacia y validez del sacramento depende, sin embargo, de obispos y sacerdotes debidamente ordenados con un linaje de los Apóstoles, doctrina denominada "sucesión apostólica".

## Teologías de las diferentes iglesias

### Iglesia católica

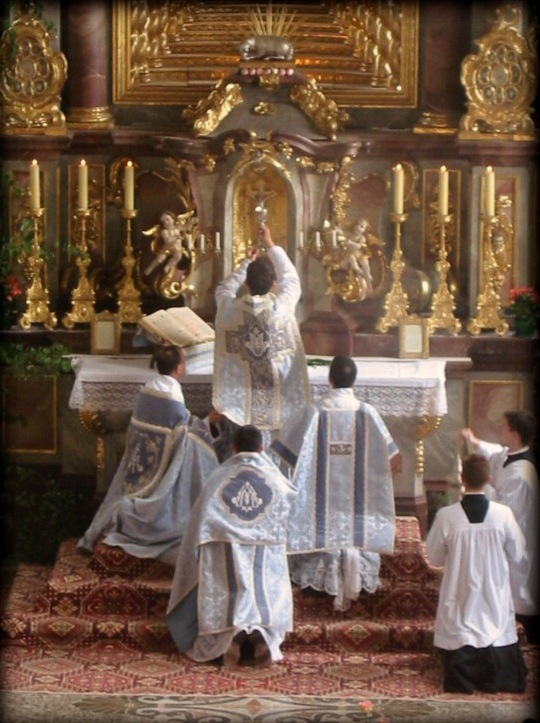
Elevación de la Eucaristía en una Misa tridentina católica

En la Iglesia católica, el pan de la Comunión es fervientemente venerado en vista de la doctrina de la Iglesia según la cual, cuando el pan y el vino son consagrados durante la celebración eucarística, dejan de ser pan y vino para convertirse en el cuerpo y la sangre de Jesús. Las apariencias empíricas siguen existiendo inalteradas, pero la realidad se cree cambiada por el poder del Espíritu Santo, que ha sido invocado sobre el pan y el vino. Las consagraciones separadas del pan, conocido como hostia, y del vino simbolizan la separación del cuerpo de Jesús de su sangre en el Calvario. Sin embargo, puesto que el catolicismo también enseña que Jesús resucitó de entre los muertos y fue asumido en cuerpo y espíritu en el Cielo, la Iglesia enseña que el cuerpo y la sangre de Jesús ya no están realmente separados, puesto que donde está uno, debe estar el otro. Por lo tanto, aunque el sacerdote (u otro ministro) diga "El Cuerpo de Cristo" al administrar la hostia y "La Sangre de Cristo" al presentar el cáliz, el  comulgante que recibe cualquiera de los dos recibe a Jesús, entero, cuerpo y sangre, alma y divinidad. Esta creencia se resume sucintamente en el himno de Santo Tomás de Aquino, Adoro te devote.
El misterioso cambio de la realidad del pan y el vino comenzó a llamarse "transubstanciación" en el siglo XI. El texto más antiguo conocido en el que aparece el término es un sermón de 1079 de Hildebert de Lavardin, Arzobispo de Tours, (Patrologia Latina CLXXI 776). La primera aparición del término en un documento papal fue en la carta del papa Inocencio III Cum Marthae circa a Juan de Canterbury el 29 de noviembre de 1202, luego brevemente en el decreto Firmiter credimus del Cuarto Concilio de Letrán (1215) y posteriormente en el libro "Iamdudum" enviado a los armenios en el año 1341. Una explicación utilizando la teoría  hilomórfica de la realidad de Aristóteles no apareció hasta el siglo XIII, con Alejandro de Hales (muerto en 1245).
Se cree que el momento real del cambio es la recitación litúrgica por parte del sacerdote de las Palabras de Institución: "Este es mi Cuerpo ..." y "Este es el Cáliz de mi Sangre ...".
.

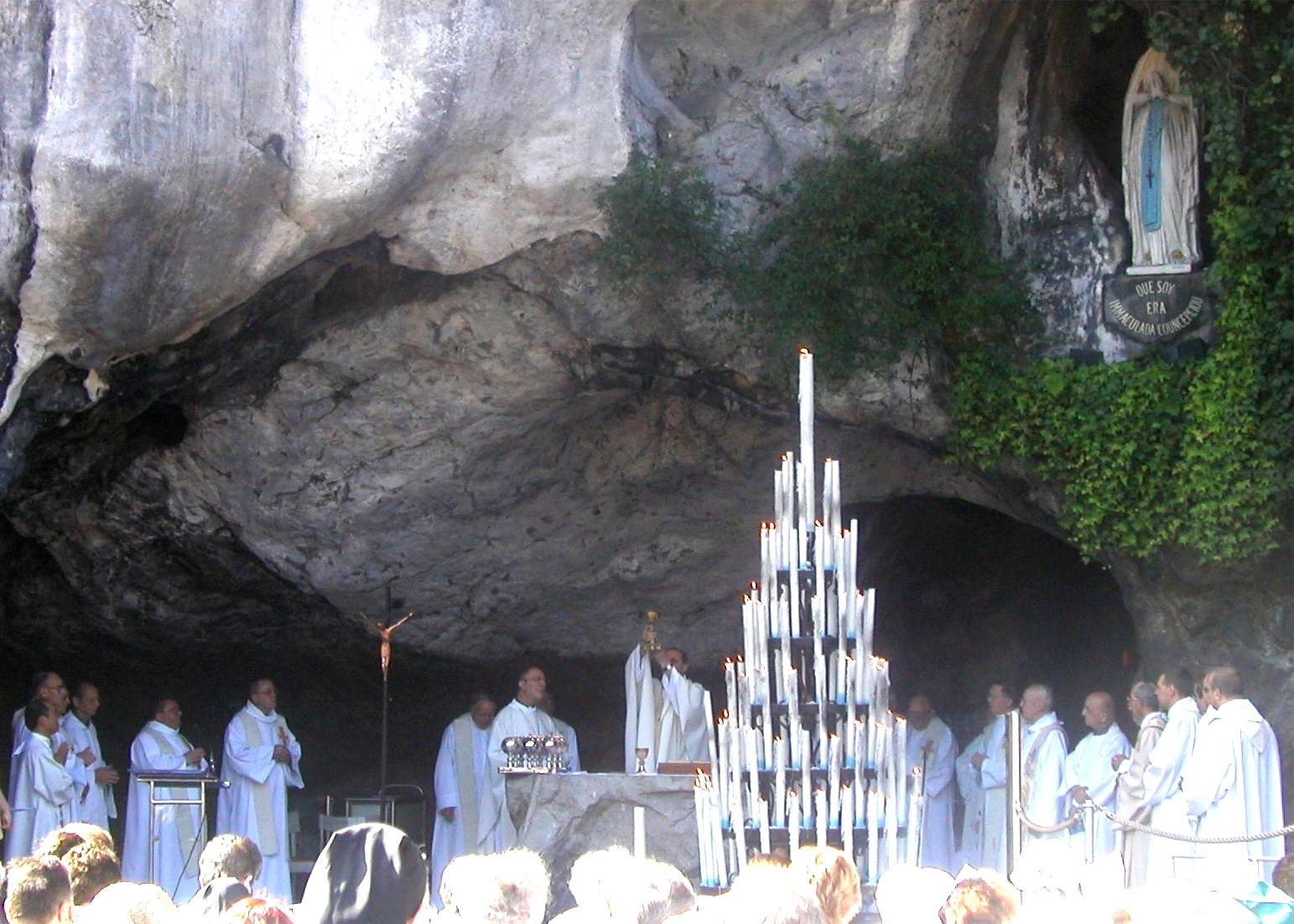
En una celebración de la Eucaristía en Lourdes, el cáliz se muestra al pueblo inmediatamente después de la consagración del vino

La Eucaristía es un  sacrificio en el sentido de que literalmente re-presenta (en el sentido de "hace presente de nuevo") el mismo sacrificio ofrecido por Jesús en la cruz, en el que el sacrificio de Jesús y el sacrificio de la Eucaristía se consideran un único sacrificio; no se considera que la Eucaristía sacrifique a Jesús por segunda vez. La Misa es una representación litúrgica de un sacrificio que hace presente lo que representa mediante la acción de Dios de forma incruenta. La Eucaristía no es una mera conmemoración del sacrificio de Jesús en el Gólgota: también hace verdaderamente presente ese sacrificio. El sacerdote y la víctima del sacrificio son uno y el mismo (Jesús), con la diferencia de que la Eucaristía se ofrece de manera incruenta.
Los únicos ministros que pueden oficiar la Eucaristía y consagrar el sacramento son los sacerdotes ordenados (ya sean obispos o presbíteros) que actúan en la persona de Cristo ("in persona Christi"). En otras palabras, el sacerdote celebrante representa a Jesús mismo, que es la Cabeza de la Iglesia, y actúa ante Dios Padre en nombre de la Iglesia católica, utilizando siempre el "nosotros" y no el "yo" durante la plegaria eucarística. La materia utilizada debe ser pan de trigo y vino de uva; esto se considera esencial para la validez.
Los católicos pueden recibir la Sagrada Comunión fuera de la Misa, normalmente sólo como hostia. Las hostias consagradas se guardan en un Sagrario después de la celebración de la Misa y se llevan a los enfermos o moribundos durante la semana. A veces se expone una hostia consagrada grande en una custodia fuera de la misa, para que sea el centro de la oración y de la adoración eucarística.
La celebración eucarística debe ser el fundamento y el centro mismo de toda la devoción católica. Uno de los siete Sacramentos, es referido como el Santísimo Sacramento, y se enseña a otorgar la gracia sobre el receptor, ayudando con el arrepentimiento y con la evitación del pecado venial. La "autoofrenda del creyente en unión con Cristo", y la transformación del creyente para conformarse con el Espíritu Santo implícita en el simbolismo, se entiende como parte integrante de la disposición necesaria para la recepción fructífera de la Comunión. La recepción de la Comunión y del sacramento de la Confesión es una condición para recibir indulgencias concedidas por algunos actos de piedad.
Los católicos pueden recibir la Sagrada Comunión fuera de la Misa, normalmente sólo como hostia. Las hostias consagradas se guardan en un tabernáculo después de la celebración de la Misa y se llevan a los enfermos o moribundos durante la semana. A veces se expone una hostia consagrada grande en una custodia fuera de la misa, para que sea el centro de la oración y de la adoración eucarística.

### Iglesia ortodoxa oriental

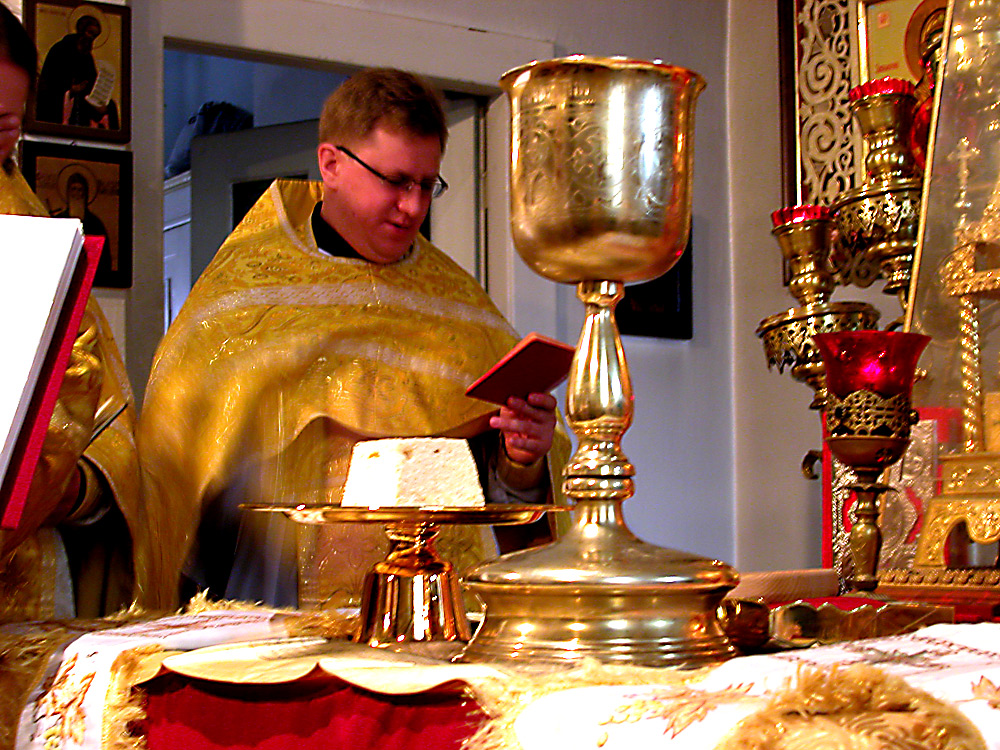
La hostia y el cáliz (recipiente) durante una celebración de la Iglesia Ortodoxa Oriental de la Liturgia de Santiago

La Eucaristía es el centro de las comunidades de fe cristianas orientales, tanto ortodoxas orientales como católicas orientales. Los cristianos ortodoxos orientales afirman la presencia real en los Misterios sagrados (pan y vino consagrados), que creen que son el cuerpo y la sangre reales de Jesús, transformados por obra del Espíritu Santo. La Eucaristía se recibe normalmente en el contexto de la Divina Liturgia. En la teología eucarística ortodoxa, aunque geográficamente puedan celebrarse muchas Liturgias Divinas separadas, el pan y el vino presentes se consideran parte de un todo, y no numerosas existencias diferentes del cuerpo y la sangre de Jesús que aparecen, separadas entre sí.
La Iglesia Ortodoxa Oriental nunca ha aclarado ni se ha pronunciado sobre la naturaleza exacta de la transformación del pan y el vino, ni ha entrado en el detalle que la Iglesia Católica Romana tiene con la doctrina de la transubstanciación, que fue formulada después del  Gran Cisma de 1054; las iglesias ortodoxas orientales nunca han afirmado ni negado formalmente esta doctrina, prefiriendo afirmar simplemente que es un "Misterio", mientras que al mismo tiempo utilizan, como en el Concilio de Jerusalén (1672), un lenguaje que puede parecer similar al utilizado por la Iglesia Católica Romana. 
La Anáfora (plegaria eucarística) contiene una anámnesis (lit. "hacer presente"), una declaración litúrgica que relata los hechos históricos de la muerte de Jesús, incluyendo la Eucaristía, la Pasión, la Resurrección y la Ascensión; en las iglesias cristianas orientales, también se considera que la anámnesis hace presentes estos aspectos del ministerio de Jesús, formando un vínculo con estos acontecimientos. La Anáfora termina con una epíclesis ("llamada desde lo alto") durante la cual el sacerdote invoca al Espíritu Santo para que venga y "transforme" los Dones (elementos de pan y vino) en el cuerpo y la sangre reales de Jesús. Los ortodoxos no vinculan el momento en que los Dones se transforman a las Palabras de Institución, ni a ningún momento en particular, sino que afirman que la transformación se completa en la Epíclesis.
La Comunión sólo se da a los bautizados, crismados cristianos ortodoxos que se han preparado mediante el ayuno, la oración y la confesión (se aplican normas diferentes para niños, ancianos, enfermos, embarazadas, etc., que son determinadas caso por caso por los párrocos). El sacerdote administra los Dones con una cuchara directamente en la boca del receptor desde el cáliz. Desde el bautismo, los bebés pequeños y los niños son llevados al cáliz para recibir la Sagrada Comunión.
Los dones sagrados reservados para la Liturgia de los dones presantificados o la comunión de los enfermos se consagran especialmente según las necesidades, sobre todo el Jueves Santo. Se guardan en un Sagrario, un recipiente sobre el altar que suele tener forma de iglesia o de paloma. Por lo general, los cristianos orientales no adoran el pan consagrado fuera de la liturgia propiamente dicha. Sin embargo, se postran en el suelo durante el traslado de los Santos Dones durante la Liturgia Presantificada (la "Entrada"), en señal de máxima reverencia. Después de que la Eucaristía ha sido entregada a la congregación, el sacerdote o el diácono tiene que consumir los Santos Dones que quedan.

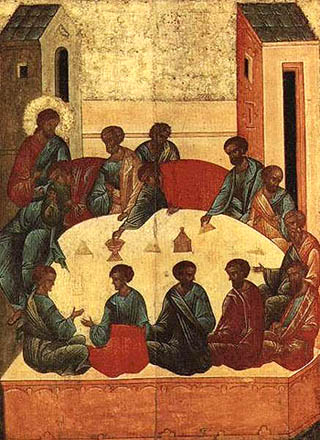
icono ruso de la Última Cena (1497)

Se considera que la expresión más perfecta de la unidad eucarística de las iglesias orientales se encuentra en la Divina Liturgia Jerárquica (una liturgia en la que un obispo es el celebrante principal), ya que, siguiendo los escritos de Ignacio de Antioquía, se considera que la iglesia está plenamente presente en presencia de un obispo rodeado de clérigos y miembros de la congregación.

### Iglesias anglicanas
La posición histórica de la Iglesia de Inglaterra se encuentra en los Treinta y Nueve Artículos de 1571, que afirman que "el Pan que partimos es una participación del Cuerpo de Cristo"; y asimismo que "la Copa de la Bendición es una participación de la Sangre de Cristo" (Artículos de Religión, Artículo XXVIII: De la Cena del Señor) y que "la Transubstanciación es repugnante a la Sagrada Escritura". Sin embargo, los Artículos también afirman que la adoración, o culto per se, de los elementos consagrados no fue ordenada por Jesús. También afirman que quienes reciben la Eucaristía indignamente no reciben realmente a Jesús, sino su propia condenación.
Los anglicanos en general y oficialmente creen en la  Presencia Real de Jesús en la Eucaristía, pero las especificidades de la creencia respecto al modo de su presencia van desde una creencia en la Presencia corpórea, afirmando a veces, pero no siempre, la adoración eucarística (principalmente anglocatólicos), a la creencia en una presencia pneumática (casi siempre "iglesia baja" o anglicanos evangélicos). El rango normal de la creencia anglicana oscila entre la Realidad Objetiva y el Silencio Piadoso, dependiendo de la teología de cada anglicano. También hay pequeñas minorías que, por un lado, afirman la transubstanciación o, por otro, rechazan totalmente la doctrina de la Presencia Real en favor de una presencia pnenumática. El clásico aforismo anglicano con respecto a este debate se encuentra en un poema de John Donne (a veces atribuido a  Isabel I):

Fue la Palabra que lo dijo;
Tomó el pan y lo partió;
Y lo que la Palabra dijo lo hizo;
Yo creo y lo tomo.